# Kanton Chojña
Der Kanton Chojña ist ein Verwaltungsbezirk im Departamento La Paz im südamerikanischen Anden-Staat Bolivien.

## Lage im Nahraum
Der Kanton Chojña ist einer von zweiundzwanzig Cantones des Landkreises (bolivianisch: Municipio) Caranavi in der Provinz Caranavi und liegt im südlichen Teil des Landkreises. Es grenzt im Nordosten an den Kanton Santa Ana de Caranavi, im Nordwesten an den Kanton Uyunense, im Westen an den Kanton Incahuara de Ckullu Kuchu, im Südwesten an den Kanton Choro, im Süden an die Provinz Nor Yungas, und im Osten an den Kanton Taypiplaya.
Der Kanton erstreckt sich zwischen 15° 55' und 16° 04' südlicher Breite und 67° 30' und 67° 36' westlicher Breite, er misst von Norden nach Süden bis zu fünfzehn Kilometer und von Westen nach Osten bis zu zehn Kilometer. Der Kanton hat 26 Ortschaften (localidades), zentraler Ort ist Chojña mit 114 Einwohnern (2012) im nördlichen Teil des Kantons.

## Geographie
Der Kanton Chojña liegt in den bolivianischen Yungas am Ostabhang der Anden-Gebirgskette der Cordillera Real. Das Klima der Region ist ein typisches Tageszeitenklima, bei dem die mittleren Temperaturen im Tagesverlauf stärker schwanken als im Jahresverlauf.
Der Jahresniederschlag hier in den subtropischen Yungas liegt bei 1100 mm (siehe Klimadiagramm Coroico) und weist eine deutliche Trockenzeit von Mai bis August und eine Regenzeit von Dezember bis Februar auf. Die Monatsdurchschnittstemperaturen schwanken nur unwesentlich zwischen 20 °C und 25 °C, tagsüber ist es sommerlich warm und nachts angenehm kühl.

## Bevölkerung
Die Einwohnerzahl des Kanton ist zwischen den beiden letzten Volkszählungen um fast die Hälfte angestiegen:
| Jahr | Einwohner | Quelle           |
| ---- | --------- | ---------------- |
| 1992 | 746       | Volkszählung     |
| 2001 | 1.075     | Volkszählung     |
| 2012 | .         | noch keine Daten |

## Gliederung
Der Kanton untergliedert sich in insgesamt zwanzig Unterkantone (vicecantones).